# Olympische Winterspiele 1980/Teilnehmer (Kanada)
| Gelbes Symbol für Goldmedaillen mit stilisierten Olympischen Ringen | Graues Symbol für Silbermedaillen mit stilisierten Olympischen Ringen | Braundes Symbol für Bronzemedaillen mit stilisierten Olympischen Ringen |
| ------------------------------------------------------------------- | --------------------------------------------------------------------- | ----------------------------------------------------------------------- |
| —                                                                   | 1                                                                     | 1                                                                       |

Kanada nahm an den Olympischen Winterspielen 1980 in Lake Placid mit einer Delegation von 59 Athleten (41 Herren, 18 Damen) teil. Der Skirennläufer Ken Read wurde als Fahnenträger für die Eröffnungsfeier ausgewählt.

## Teilnehmer nach Sportarten

### Bob
| Zweierbob: - Joey Kilburn / Robert Wilson (CAN I) 13. Platz - Serge Cantin / Brian Vachon (CAN II) 20. Platz | Viererbob: - Serge Cantin / Martin Glynn / Alan MacLachlan / Robert Wilson DNF |

### Eishockey
Herren: 6. Platz
| - Glenn Anderson - Warren Anderson - Ken Berry - Dan D’Alvise - Ron Davidson - Bob Dupuis - Joe Grant - Randy Gregg - Dave Hindmarch | - Paul MacLean - Kevin Maxwell - Terry O’Malley - Paul Pageau - Brad Pirie - Kevin Primeau - Don Spring - Tim Watters - Stelio Zupancich |

### Eiskunstlauf
| Damen: - Heather Kemkaran 15. Platz | Herren: - Brian Pockar 12. Platz | Paare: - Barbara Underhill / Paul Martini 9. Platz | Eistanz: - Lorna Wighton / John Dowding 6. Platz |

### Eisschnelllauf
| Damen: - Sylvia Burka 500 m: 9. Platz 1000 m: 7. Platz 1500 m: 10. Platz 3000 m: 12. Platz - Sylvie Daigle 500 m: 19. Platz - Pat Durnin 3000 m: 23. Platz - Kathleen Vogt 500 m: 18. Platz 1000 m: 24. Platz 1500 m: 16. Platz - Brenda Webster 1000 m: 19. Platz 1500 m: 11. Platz 3000 m: 11. Platz | Herren: - Gaétan Boucher 500 m: 8. Platz 1000 m: 1500 m: 15. Platz - Jacques Thibault 500 m: 26. Platz 1000 m: 20. Platz 1500 m: 27. Platz - Craig Webster 1000 m: 27. Platz 1500 m: 23. Platz 5000 m: 20. Platz |

### Rodeln
| Damen: - Carole Keyes 18. Platz - Danielle Nadeau 22. Platz | Herren: - Mark Jensen 17. Platz - Bruce Smith 11. Platz |

### Ski Alpin
| Damen: - Laurie Graham Abfahrt: 11. Platz - Loni Klettl Abfahrt: 13. Platz - Kathy Kreiner Abfahrt: 5. Platz Riesenslalom: 9. Platz Slalom: 15. Platz | Herren: - Dave Irwin Abfahrt: 11. Platz - Dave Murray Abfahrt: 10. Platz - Steve Podborski Abfahrt: - Ken Read Abfahrt: DNF |

### Ski Nordisch

#### Langlauf
Damen:
- Sharon Firth
5 km: 35. Platz
- Shirley Firth
5 km: 28. Platz
10 km: 24. Platz
4 × 5 km: 8. Platz
- Joan Groothuysen
5 km: 27. Platz
10 km: 34. Platz
4 × 5 km: 8. Platz
- Esther Miller
10 km: 33. Platz
4 × 5 km: 8. Platz
- Angela Schmidt-Foster
5 km: 29. Platz
10 km: 23. Platz
4 × 5 km: 8. Platz

#### Skispringen
Herren:
- Horst Bulau
Normalschanze: 41. Platz
Großschanze: 29. Platz
- Steve Collins
Normalschanze: 28. Platz
Großschanze: 9. Platz
- Tauno Käyhkö
Normalschanze: 30. Platz
Großschanze: 26. Platz